# Trolltjärnarna (Burträsks socken, Västerbotten, 716054-169803)
Trolltjärnarna är en sjö i Skellefteå kommun i Västerbotten och ingår i Sävaråns huvudavrinningsområde.